# موراتا، میاگی
موراتا، میاگی (به لاتین: Murata, Miyagi) یک منطقهٔ مسکونی در ژاپن است که در استان میاگی واقع شده‌است. موراتا ۷۸٫۳۸ کیلومتر مربع مساحت و ۱۱٬۳۶۶ نفر جمعیت دارد.